# Jim Duggan
James Edward Duggan, Jr. (* 14. Januar 1954 in Glens Falls, New York) ist ein ehemaliger US-amerikanischer Wrestler. Er ist vor allem unter seinem Ringnamen „Hacksaw“ Jim Duggan bekannt und trat – mit kurzer Unterbrechung – über 30 Jahre in verschiedenen Ligen mit dem Gimmick eines amerikanischen Patrioten auf. Duggan ist verheiratet und hat zwei Töchter.

## Karriere
James Duggan wurde vom Wrestler und Promoter Fritz von Erich zum Wrestling gebracht und trainiert. Er debütierte 1979. Vince McMahon Sr. wurde auf ihn aufmerksam und verpflichtete ihn kurzzeitig für die World Wrestling Federation, wo er 1981 zunächst als Aufbaugegner für den jungen Hulk Hogan fungierte. Später im selben Jahr trat Duggan für verschiedene Promotions wie Georgia Championship Wrestling und vor allem Mid-South Wrestling (die spätere Universal Wrestling Federation) auf.

### Mid-South Wrestling/Universal Wrestling Federation (1982 – 1986)
Sein Debüt in der Liga Mid-South Wrestling feierte Duggan 1982 als Teil der Rat Pack-Gruppierung um Ted DiBiase, Matt Borne und Mr.Olympia. Nachdem Butch Reed ebenfalls debütiert hatte, führte Duggan mit ihm eine Fehde um den Namenszusatz Hacksaw, und wer diesen Zusatz führen dürfte. Die Gruppierung führte einige Fehden zu jener Zeit aus. Gegner waren meist Publikumslieblinge wie Magnum T.A. und Junkyard Dog. Nachdem DiBiase sich mit Skandor Akbar zusammengetan hatte, verweigerte Duggan die Gefolgschaft und wurde zum ersten Mal Publikumsliebling. Die Geschichte endete in einem legendären Kampf im Käfig gegen DiBiase.
Zu dieser Zeit bekam er zum ersten Mal ein Kantholz zur Hand, seine berühmte Schlagwaffe, um sich gegen die alte Gruppierung zur Wehr setzen zu können. Er durfte als Publikumsliebling Titel gewinnen, wie den North American Heavyweight Championship. Nachdem aus Mid-South Wrestling die Universal Wrestling Federation geworden war, verlor Jim Duggan gegen Terry Gordy um den UWF Heavyweight Championship. In der Folgezeit gewann Duggan mit Terry Taylor den UWF Tag Team Championship. Als amtierender UWF Tag Team Champion verlor er im Januar 1987 ein Loser Leaves Town Match gegen One Man Gang, wodurch sein erneuter Wechsel zur WWF erklärt wurde.

### World Wrestling Federation (1987–1993)

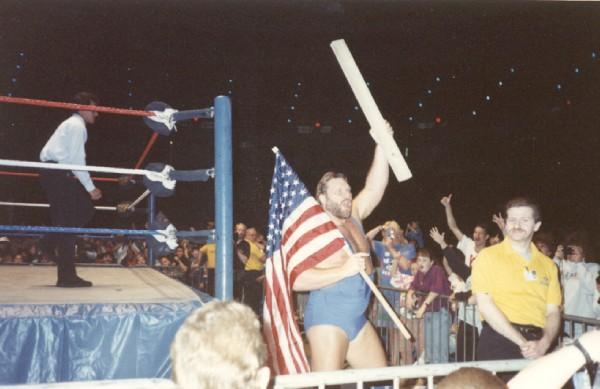
In seiner ersten Zeit in der WWF/WWE

Seinen ersten größeren Auftritt für die WWF hatte Jim Duggan bei WrestleMania III, als er Nikolai Volkoff beim Singen der sowjetischen Nationalhymne unterbrach. Duggans Ringperson war als amerikanischer Patriot angelegt, der des Öfteren „USA, USA“ skandierend mit amerikanischer Flagge und Kantholz den Ring stürmte. Nachdem er wegen des Besitzes von Marihuana und des Fahrens unter Alkoholeinfluss kurzzeitig entlassen worden war, kehrte Duggan in die WWF zurück und gewann 1988 die Battle Royal beim ersten Royal Rumble. Trotz seiner Beliebtheit bei den Fans blieb Duggans Charakter von eher komödianter Natur, sodass er in den sieben Jahren bei der WWF keine Titelerfolge verbuchen konnte. Seine Fehden jedoch wurden so gut in Szene gesetzt, so dass Dugan in vielen Großveranstaltungen auftreten konnte. Das erste Fehdenprogramm führte Duggan gegen Harley Race. Nachdem die Fehde gut bei den Fans angekommen war, ließ man Duggan mit einem weiteren Schützling von Bobby Heenan antreten, Andre The Giant. Auch fehdete Duggan gegen Bad News Brown, was in einem Match in Wrestlemania V mündete. Im selben Jahr (1989) hatte er ein Programm gegen King Haku, dem er seine Krone abnehmen durfte. Somit bekam er in seiner Zeit als König der WWF den Namenszusatz "King". Er sollte im gleichen Jahr den Königstitel der WWF gegen Randy Savage verlieren. Im Jahr 1990 bekam er ein Programm gegen die Mannschaft von Jimmy Hart. In Wrestlemania VI besiegte er Dino Bravo, um im Anschluss gegen Earthquake zu fehden. Seine Beliebtheit erreichte ihren Höhepunkt und mündete in einem Titelmatch um den Weltmeistergürtel gegen Sgt. Slaughter, der zu der Zeit den Titel innehatte. Er verlor den Kampf und durfte auf der nur wenig später stattfindenden Wrestlemania VII als Kommentator auftreten. Im Anschluss rutschte er in die sogenannte Undercard. Im letzten Jahr seiner Präsenz in der WWF fehdete er gegen Shawn Michaels um den Intercontinental Titel.
Einer seiner letzten bedeutsamen Auftritte fand 1993 statt, als er zu einem der ersten „Opfer“ des Neulings Yokozuna wurde.

### World Championship Wrestling (1994 – 2001)
1994 wechselte Duggan unter Beibehaltung seines Ringcharakters zur WCW und durfte die WCW United States Championship gegen Steve Austin gewinnen. In der Folgezeit blieb er in der unteren bis mittleren Kampfkarte präsent.
Im Sommer 1998 wurde bei Duggan Nierenkrebs diagnostiziert, woraufhin er eine Auszeit vom Wrestling nahm. Nachdem er die Krankheit überwunden hatte, kehrte er Ende 1999 in die WCW zurück. Er bekam das Gimmick eines Hausmeisters und „fand“ als solcher zufällig den Gürtel des mehreren Monaten vakanten WCW World Television Titels. Duggan beanspruchte den Titel für sich und verteidigte ihn in Matches, bis er schließlich im April 2000 endgültig eingestellt wurde.

### Independent (2002 – 2005)
In den folgenden Jahren tourte Duggan hauptsächlich durch kleinere Independent-Ligen. Im März und Oktober 2003 absolvierte er drei Auftritte für Total Nonstop Action Wrestling (damals NWA:TNA). Bei der IWA Japan durfte er im August 2004 die IWA World Heavyweight Championship gewinnen.

### World Wrestling Entertainment (2005 – 2009)
Duggan wurde ab Oktober 2005 wieder vereinzelt für Auftritte bei WWE verpflichtet. Ab Juni 2006 wurde er wieder Vollzeit von der WWE beschäftigt. Dabei fungierte Duggan als Aufbaugegner und praktischer Prüfer für neue Wrestler.

### World Wrestling Entertainment (2011 – 2015)

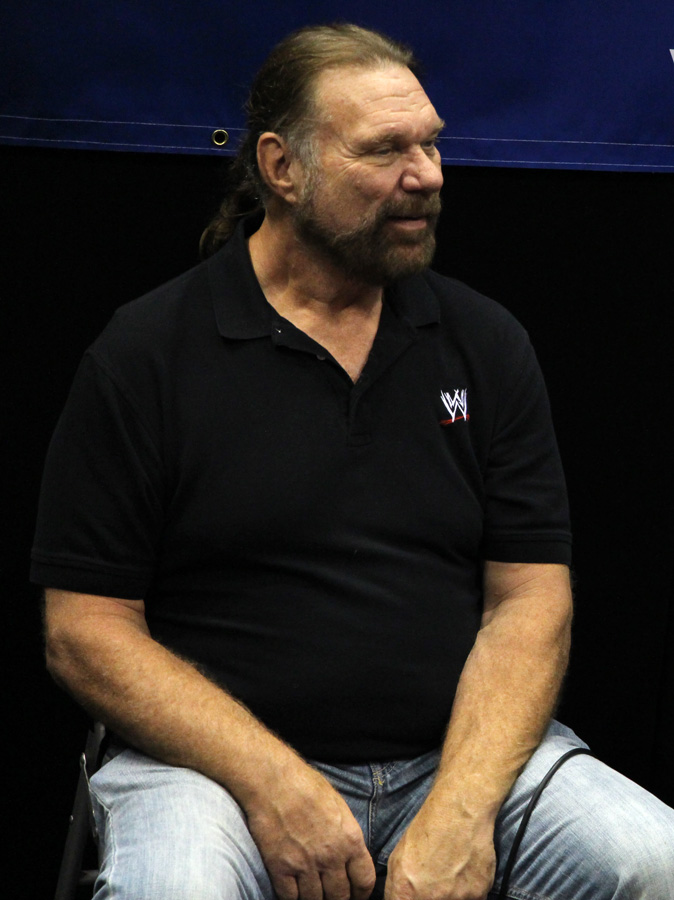
Jim Duggan im Jahr 2015

Bei der RAW-Ausgabe vom 21. Februar 2011 wurde bekannt gegeben, dass Duggan in die WWE Hall of Fame aufgenommen wird. Die Aufgabe als Laudator für die Aufnahmezeremonie übernahm Ted DiBiase. Am 29. Januar 2012 nahm er am Royal-Rumble-Match des gleichnamigen Pay-per-Views sowie an den folgenden SmackDown-Tapings teil, genauso wie bei SmackDown am 10. April des Jahres. Im Juli 2012 und im Pay-Per-View SuperSmackDown LIVE: The Great American Bash kämpfte er an der Seite von Sgt.Slaughter, Santino Marella gegen Hunico, Camacho und Drew McIntyre.
Seit 17. April 2014 war Duggan als Teilnehmer der Show WWE Legends' House im WWE Network zu sehen.

### Global Force Wrestling (2015)
Im Jahr 2015 nahm ihn Global Force Wrestling unter Vertrag. Er bekam einen Legenden-Vertrag, um für die Liga zu werben.

## Allgemein
Duggan hat in seiner Karriere nie die ganz großen Titel errungen. Dennoch hat er gegen Ende seiner Laufbahn als ewiger Publikumsliebling den Status einer Wrestling-Legende erlangt. Er half und hilft jungen Wrestlern, ihre eigene Karriere in Schwung zu bringen, indem er sie trainiert und auch gegen sich gewinnen lässt.

## Titel
- George Tragos/Lou Thesz Professional Wrestling Hall of Fame
- Frank Gotch Award

- World Championship Wrestling

- 1× WCW United States Heavyweight Champion
- 1× WCW World Television Champion

- World Wrestling Entertainment

- Sieger des Ersten Royal Rumble 1988
- Aufnahme in die WWE Hall of Fame 2011